# 江门站
江门站是中國广东省江门市的铁路车站，位于新会区会城街道江門大道南，为广珠铁路、广珠城际铁路、深湛铁路、南珠高速铁路等线路的交匯站。
车站于2012年12月29日启用，彼时名为江门南站，只有貨運業務；2017年更名江门站，2020年11月15日開通客運業務。
根据广东省和江门市的规划，本站为珠三角西岸综合交通枢纽（「珠西樞紐」），定位珠三角西翼与粤西乃至中国西南地区联系的交通门户。

## 车站结构

### 货运站场
江门站广珠普速场位于车站东侧，设有7线。
普速场东侧另设有一货场，拥有两条股道，占地总面积11.7万平方米。货场还有连接东南侧中车广东公司的联络线。

### 客运站场

#### 车站楼层
江门站总建筑面积25.45万平方米，是珠中江地区最大的铁路枢纽站。
| 地上四层 | 商业层   | 商铺、食肆                          |  |  |
| 地上三层 | 站厅层   | 进站口、售票处、候车室              |  |  |
| 地上二层 | 接驳站场 | 公交落客区                          |  |  |
| 地面     | 售票处   | 自助售票处                          |  |  |
|          | 接驳站场 | 公交上客区、长途客运站              |  |  |
|          | 5站台    | 广珠城际 广州南方向（下站：新會）   |  |  |
|          | 岛式站台 |                                     |  |  |
|          | 6站台    | 广珠城际 广州南方向（下站：新會）   |  |  |
|          | 7站台    | 广珠城际 广州南方向（下站：新會）   |  |  |
|          | 岛式站台 |                                     |  |  |
|          | 8站台    | 广珠城际 广州南方向（下站：新會）   |  |  |
|          | 9站台    | 深湛铁路 湛江西方向（下站：双水镇） |  |  |
|          | 岛式站台 |                                     |  |  |
|          | 10站台   | 深湛铁路 湛江西方向（下站：双水镇） |  |  |
| 地下一层 | 接驳站场 | 停车场、出租车落客区                |  |  |
| 地下二层 | 出站层   | 出站口、换乘厅                      |  |  |
|          | 接驳站场 | 停车场、出租车上客区、网约车上客区  |  |  |

#### 站房
江门站客运站房建筑面积5.45万平方米，站房采用线上式+线侧式的T型综合站型，旅客进出站流线为高架层进站、地下层出站。
站房以“生命之树、小鸟天堂”为设计理念，展现江门的地方景观和侨乡文化。站房入口处以钢结构构成树状编织筒，加上树叶形状吊顶，犹如枝繁叶茂的大树；幕墙玻璃蚀花融入了小鸟的图案，建筑面亦有蒲葵扇和碉楼图案的印花；商业层还设有碉楼牌坊装饰。

#### 站台
本站客运站场总规模为8台20线，由西至东分别为南珠场2台6线、广珠城际场3台6线、深湛场2台6线、广珠城际场1台2线。车站启用时，仅西侧广珠城际场3台6线建成并开通；东侧3台8线仅建成站台，其铁轨及西侧2台6线均只预留位置而未建设。

## 历史

### 货运站时期
广珠铁路项目1993年经国务院批准立项，当时设有「江门南站」。1997年经国家计委批准开工，后由于资金不到位等多种原因停工。2008年4月，广珠铁路正式复工，本站为广珠铁路单线和双线段的过渡站。线路起初规划为货运为主、兼顾客运；但随着广珠城际铁路的修建，广珠铁路为避免重复建设而改为纯货运铁路，同时预留包括本站在内多个车站增建客运站场的条件。
2012年12月29日，本站随广珠铁路开通而启用。2014年7月25日，江门南站开通零担货运异地收货业务。

### 交通枢纽时期

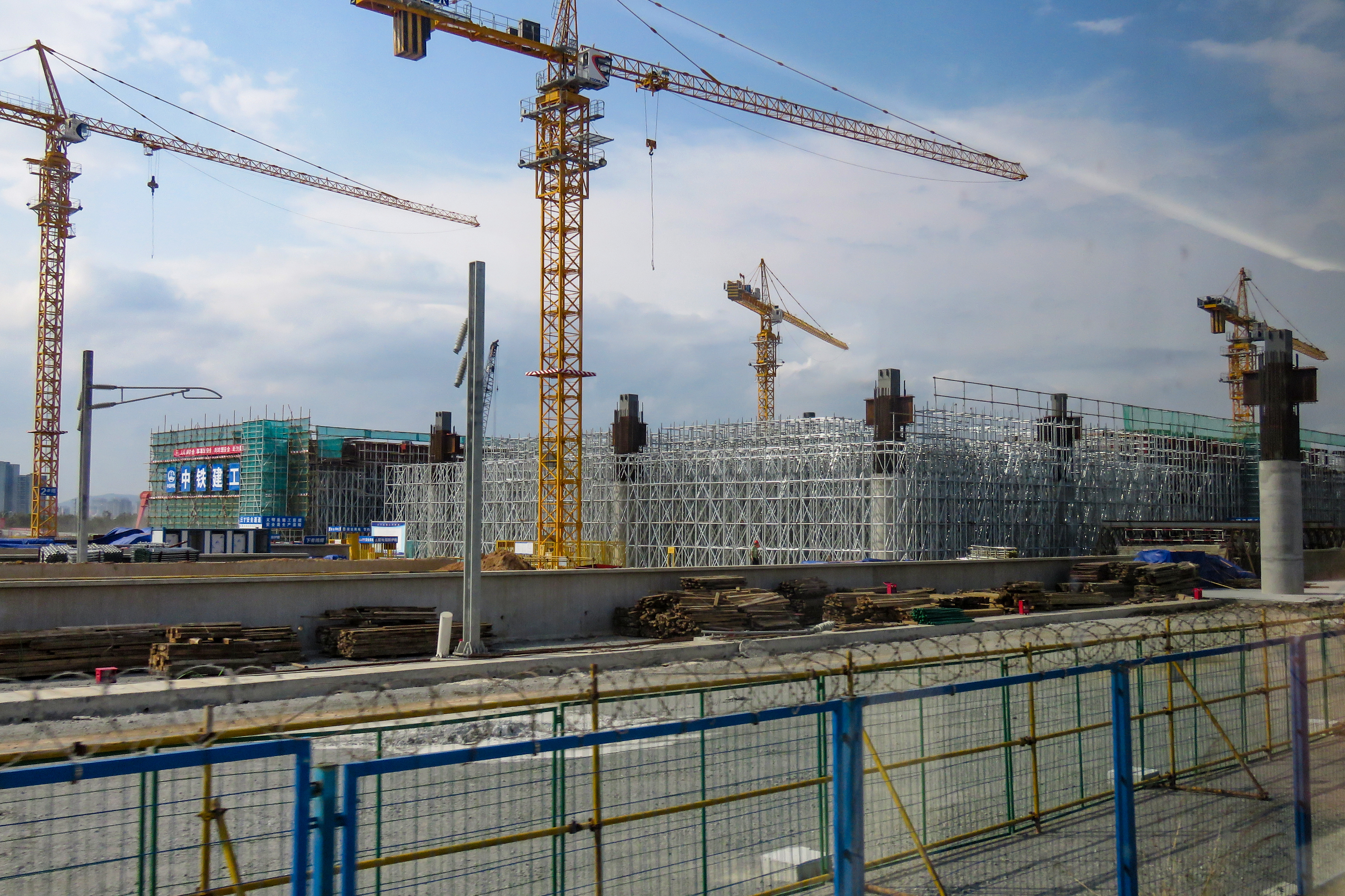
建设中的江门站客运站房（2019年2月）

2014年，深湛铁路江茂段获批并动工，途经江门南站。当时的规划中，广佛江珠城际铁路和江恩城际铁路均引入该站，履新江门市长不久的邓伟根便提出“珠西枢纽”的概念。该年10月，江门市决定开展江门南站轨道交通综合枢纽规划研究；且为提升知名度和地理识别度，决定开展江门站和江门南站的更名工作。12月8日，江门市政府致函广东省发改委，申请将本站更名为江门站。
2015年2月，江门正式提出打造珠西综合交通枢纽的构想。2016年，珠西枢纽概念被写入广东省“十三五”规划。同年11月，中国铁路总公司正式批准车站更名方案。
2017年3月10日，江门南站正式更名为「江门站」，原江门站更名为江门东站。
2017年10月，车站配套工程先行动工。11月27日，江门站开始道岔插铺施工，标志本站站改工程启动。2018年5月，车站站房开始进场施工，并于同年7月正式开工建设。
2018年7月1日，深湛铁路江湛段开通。由于本站站房未建设完毕，深湛线列车将借道新建设的广珠城际新会至江门段路轨，在新会站上下客。
西段站房于2018年11月20日开挖深基坑，2019年10月9日完成结构板施工，同年12月25日完成进站大厅“生命之树”钢结构编织筒提升吊装。东段站房于2020年7月1日完成主体结构土建施工，8月5日完成钢结构施工。江门站新建站房工程于2020年10月10日基本完成，并于10月30日通过验收。
2020年11月15日，江门站正式投入使用，深湛铁路江湛段和广珠城际江门支线的终点均由新会站改为本站。前往广州南站的C7234次为首趟始发列车，于早上6:30从该站出发；从广州南站开来的D7177次则为首趟到站列车，于6:34分抵达江门站。

## 接駁交通
江门站设有配套的公交接驳站场，共有四层。
公交站场和巡游出租车上落客区位于江门站南侧，其中地上一、二层供公交上落客，地下一、二层供巡游出租车上落客。
长途汽车客运站位于江门站北侧，面积约8,198平方米，随江门站同步启用。2023年6月13日，原新会汽车总站停用，江门站长途汽车客运站承接该站全部客运班线。不过在2024年9月19日，江门站长途客运站除珠海拱北线外的剩余线路，均改至新建设的江门市城区客运站运营。
| 巴士 \| 编号 \| 编号 \| 线路 \| 线路 \| 线路 \| 收费 \| 运营商 \| 备注 \| \| ------ \| ---- \| -------------------------- \| ------------------ \| ------------------ \| ---------- \| -------- \| ------------------------------------------------------------------------ \| \| \| 46 \| 城轨江门东站（江海客运站） \| 短线 ← \| 新兴村 \| 2.5元 \| 公汽一分 \| \| \| 全程 ⇆ \| 46 \| 城轨江门东站（江海客运站） \| 江门站（珠西枢纽） \| \| 2.5元 \| 公汽一分 \| \| \| \| 59 \| 演艺中心 \| ⇆ \| 江门站（珠西枢纽） \| 2元 \| 公汽二分 \| 定时班车 \| \| \| 62 \| 滨江体育中心 \| ⇆ \| 江门站（珠西枢纽） \| 3元 \| 公汽五分 \| \| \| \| 102 \| 公汽中心站（邑路通旅游城） \| ⇆ \| 江门站（珠西枢纽） \| 3元 \| 公汽三分 \| \| \| \| 113 \| 麻园 \| ⇆ \| 江门站（珠西枢纽） \| 2–3元 \| 公汽二分 \| 定时班车 \| \| \| 201 \| 江门站（珠西枢纽） \| ⇆ \| 罗坑六堡 \| 2.5–7元 \| 公汽新会 \| \| \| \| 202 \| 江门站（珠西枢纽） \| ⇆ \| 大江中队 \| 2.5–8元 \| 公汽新会 \| \| \| \| 203 \| 江门站（珠西枢纽） \| ⇆ \| 罗坑天湖 \| 2.5–5.5元 \| 公汽新会 \| 定时班车 \| \| \| 208 \| 江门站（珠西枢纽） \| ⇆ \| 崖南车站 \| 2.5–7.5元 \| 公汽新会 \| 定时班车；经华商职院 \| \| \| 211 \| 江门站（珠西枢纽） \| ⇆ \| 潮透 \| 2.5–6元 \| 公汽新会 \| 定时班车 \| \| \| 212 \| 江门站（珠西枢纽） \| ⇆ \| 古兜 \| 2.5–12.5元 \| 公汽新会 \| 定时班车；经田边 \| \| \| 215 \| 新会汽车总站 \| ⇆ \| 大鳌东风 \| 2.5–7元 \| 公汽新会 \| 2023年7月7日起调整为：城西车站⇆大鳌东风 定时班车 \| \| \| 216 \| 江门站（珠西枢纽） \| 全程 ⇆ \| 双水镇站 \| 2.5–7元 \| 公汽新会 \| \| \| 短线 ⇆ \| 216 \| 江门站（珠西枢纽） \| 蓢头 \| \| 2.5–7元 \| 公汽新会 \| \| \| \| 229 \| 江门站（珠西枢纽） \| ⇆ \| 都斛车站 \| 2.5–15元 \| 公汽新会 \| 往大广海湾经济区都斛镇 \| \| \| 232 \| 江门站（珠西枢纽） \| 全程 ⇆ \| 司前三益 \| 3–6元 \| 公汽新会 \| 定时班车 \| \| 短线 ⇆ \| 232 \| 江门站（珠西枢纽） \| 司前圩 \| \| 3–6元 \| 公汽新会 \| 定时班车 \| \| \| 233 \| 江门站（珠西枢纽） \| ⇆ \| 塘唇 \| 3–6元 \| 公汽新会 \| \| \| \| 243 \| 江门站（珠西枢纽） \| ⇆ \| 海星船厂 \| 2.5–10元 \| 公汽新会 \| 定时班车；原 213B \| \| \| 252 \| 江门站（珠西枢纽） \| ⇆ \| 古兜 \| 2.5–12元 \| 公汽新会 \| 定时班车；经华立学院 \| \| \| 311 \| 滑草场 \| ⇆ \| 江门站（珠西枢纽） \| 2元 \| 公汽新会 \| \| \| \| 318 \| 江门站（珠西枢纽） \| ⇆ \| 城西车站 \| 2元 \| 公汽新会 \| 部分班次绕经新会妇幼保健院 \| \| \| 321 \| 江门站（珠西枢纽） \| ⇆ \| 石涧公园 \| 2元 \| 公汽新会 \| 定时班车 \| \| \| K209 \| 城轨新会站 \| ⇆ \| 古井管咀 \| 2.5–6元 \| 公汽新会 \| 定时班车；6:00由新会车站开出的班次不入江门站（珠西枢纽） \| \| \| K215 \| 城西车站 \| ⇆ \| 大鳌车站 \| 2.5–7元 \| 公汽新会 \| \| \| \| K333 \| 江门站（珠西枢纽） \| ⇆ \| 鹤山汽车总站 \| 2–8元 \| 公汽新会 \| 定时班车；9:05–15:55由鹤山汽车总站开出的班次绕经远洋海鲜食街（远航市场） \| 长途汽车 - 珠海（拱北） |      |                            |                    |                    |            |          |                                                                          |
| 编号 | 编号 | 线路                       | 线路               | 线路               | 收费       | 运营商   | 备注                                                                     |
| | 46   | 城轨江门东站（江海客运站） | 短线 ←             | 新兴村             | 2.5元      | 公汽一分 |                                                                          |
| 全程 ⇆ | 46   | 城轨江门东站（江海客运站） | 江门站（珠西枢纽） |                    | 2.5元      | 公汽一分 |                                                                          |
| | 59   | 演艺中心                   | ⇆                  | 江门站（珠西枢纽） | 2元        | 公汽二分 | 定时班车                                                                 |
| | 62   | 滨江体育中心               | ⇆                  | 江门站（珠西枢纽） | 3元        | 公汽五分 |                                                                          |
| | 102  | 公汽中心站（邑路通旅游城） | ⇆                  | 江门站（珠西枢纽） | 3元        | 公汽三分 |                                                                          |
| | 113  | 麻园                       | ⇆                  | 江门站（珠西枢纽） | 2–3元      | 公汽二分 | 定时班车                                                                 |
| | 201  | 江门站（珠西枢纽）         | ⇆                  | 罗坑六堡           | 2.5–7元    | 公汽新会 |                                                                          |
| | 202  | 江门站（珠西枢纽）         | ⇆                  | 大江中队           | 2.5–8元    | 公汽新会 |                                                                          |
| | 203  | 江门站（珠西枢纽）         | ⇆                  | 罗坑天湖           | 2.5–5.5元  | 公汽新会 | 定时班车                                                                 |
| | 208  | 江门站（珠西枢纽）         | ⇆                  | 崖南车站           | 2.5–7.5元  | 公汽新会 | 定时班车；经华商职院                                                     |
| | 211  | 江门站（珠西枢纽）         | ⇆                  | 潮透               | 2.5–6元    | 公汽新会 | 定时班车                                                                 |
| | 212  | 江门站（珠西枢纽）         | ⇆                  | 古兜               | 2.5–12.5元 | 公汽新会 | 定时班车；经田边                                                         |
| | 215  | 新会汽车总站               | ⇆                  | 大鳌东风           | 2.5–7元    | 公汽新会 | 2023年7月7日起调整为：城西车站⇆大鳌东风 定时班车                         |
| | 216  | 江门站（珠西枢纽）         | 全程 ⇆             | 双水镇站           | 2.5–7元    | 公汽新会 |                                                                          |
| 短线 ⇆ | 216  | 江门站（珠西枢纽）         | 蓢头               |                    | 2.5–7元    | 公汽新会 |                                                                          |
| | 229  | 江门站（珠西枢纽）         | ⇆                  | 都斛车站           | 2.5–15元   | 公汽新会 | 往大广海湾经济区都斛镇                                                   |
| | 232  | 江门站（珠西枢纽）         | 全程 ⇆             | 司前三益           | 3–6元      | 公汽新会 | 定时班车                                                                 |
| 短线 ⇆ | 232  | 江门站（珠西枢纽）         | 司前圩             |                    | 3–6元      | 公汽新会 | 定时班车                                                                 |
| | 233  | 江门站（珠西枢纽）         | ⇆                  | 塘唇               | 3–6元      | 公汽新会 |                                                                          |
| | 243  | 江门站（珠西枢纽）         | ⇆                  | 海星船厂           | 2.5–10元   | 公汽新会 | 定时班车；原 213B                                                        |
| | 252  | 江门站（珠西枢纽）         | ⇆                  | 古兜               | 2.5–12元   | 公汽新会 | 定时班车；经华立学院                                                     |
| | 311  | 滑草场                     | ⇆                  | 江门站（珠西枢纽） | 2元        | 公汽新会 |                                                                          |
| | 318  | 江门站（珠西枢纽）         | ⇆                  | 城西车站           | 2元        | 公汽新会 | 部分班次绕经新会妇幼保健院                                               |
| | 321  | 江门站（珠西枢纽）         | ⇆                  | 石涧公园           | 2元        | 公汽新会 | 定时班车                                                                 |
| | K209 | 城轨新会站                 | ⇆                  | 古井管咀           | 2.5–6元    | 公汽新会 | 定时班车；6:00由新会车站开出的班次不入江门站（珠西枢纽）                 |
| | K215 | 城西车站                   | ⇆                  | 大鳌车站           | 2.5–7元    | 公汽新会 |                                                                          |
| | K333 | 江门站（珠西枢纽）         | ⇆                  | 鹤山汽车总站       | 2–8元      | 公汽新会 | 定时班车；9:05–15:55由鹤山汽车总站开出的班次绕经远洋海鲜食街（远航市场） |

## 利用状况
江门站开通后，便成为该市重要的交通枢纽。2023年9月29日，江门站到达16,470人次、发送17,624人次，创下开站以来新高。
截至2025年7月1日全国铁路季度调图，江门站共开行列车128趟，其中上行62趟、下行66趟，主要往广州南、湛江西方向，部分列车通往深圳、佛山、肇庆、长沙、潮汕、北京、成都、昆明、香港方向。

## 未来规划
目前建设中的南珠高速铁路和深湛铁路深江段均途经本站。当局亦计划搬迁本站货场至江门北站，实现客货分离，最终成为区域性客运主站。
此外，本站预留了城市轨道交通线路的接入条件。预留车站主体结构位于江门大道下方地下三层，与车站平行。